# Alcohol and Drugs History Society

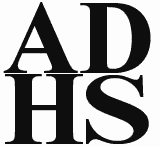
Logo

Die Alcohol and Drugs History Society (ADHS) ist eine internationale historische Gesellschaft mit Sitz in den USA. Die ADHS entstand 2004 aus der Alcohol and Temperance History Group, die 1979 gegründet worden war. Sie dient dem Austausch von Forschern, die mit der Sozialgeschichte des Alkohol- und Drogenkonsums (Produktion, Handel, Missbrauch, staatliche Regulierung) befasst sind.
Präsidentin der ADHS ist Erika Dyck von der University of Saskatchewan, Kanada. Vorherige Präsidenten waren:
- Ian Tyrrell (2004–2006)
- William J. Rorobaugh (2006–2008)
- David T. Courtwright (2008–2011)
- Joseph Spillane (2011–13)
- Scott C. Martin (2013–15)
- Timothy J. Hickman (2016–2020, Kulturhistoriker an der Lancaster University)

Deutsches Mitglied war bis 2020 Hasso Spode.
Die Gesellschaft ist Herausgeberin der peer-reviewten Zeitschrift The Social History of Alcohol and Drugs: An Interdisciplinary Journal (SHAD).